# Mycoplasma agalactiae
Mycoplasma agalactiaeはマイコプラズマ属細菌の一種である。この属の細菌は細胞膜の周囲に細胞壁がない。細胞壁がないため、ペニシリンや他のβ-ラクタム系抗生物質など細胞壁合成を標的とする一般的な抗生物質が有効でない。マイコプラズマは現在発見されている中で最も小さな細菌細胞であり、酸素がなくても生存でき、その直径は通常約0.1μmである。
小型の反芻動物に乳腺炎、結膜炎、関節炎の症状を引き起こす伝染性無乳症の主な原因菌である。乳に存在することがある。この種は少なくとも11の菌株に分類されている 。この病原体による感染で深刻なアウトブレイクが発生すると、群全体が失われることがある.。
基準株はPG2 = CIP 59.7 = NCTC 10123。

## 関連記事
- en:Veterinary pathology
- 乳腺炎